# Orthopôle

H est l'orthopôle de la droite ℓ par rapport au triangle ABC.

En géométrie, l'orthopôle d'une droite ℓ par rapport à un triangle ABC et  dans le même plan est un point déterminé comme suit: Soient A', B', C' les projections orthogonales sur ℓ des points A, B, C respectivement. Soient A'', B'', C'' les projections orthogonales de A', B', C' sur les côtés opposés (étendus) à A, B, C (respectivement). Alors les trois droites (A' A''), (B' B''), (C' C''), sont concourantes . Le point de concours est l'orthopôle, nom donné par Joseph Neuberg.
En raison de leurs nombreuses propriétés, les orthopôles ont fait l'objet d'une abondante littérature. Certains sujets clés sont la détermination des droites ayant un orthopôle donné et les cercles orthopolaires.

## Propriétés
- L'orthopôle d'une droite ℓ est sur la droite de Simson orthogonale à ℓ
- L'orthopôle d'une droite ℓ  a même puissance par rapport à tous les cercles podaires des points de ℓ
- L'orthopôle de la tangente en un point M du cercle circonscrit est le point caractéristique de la droite de Simson de M (le point où elle touche son enveloppe, la deltoïde de Steiner)